# Gypona acuta
Gypona acuta är en insektsart som beskrevs av Delong och Freytag 1964. Gypona acuta ingår i släktet Gypona och familjen dvärgstritar. Inga underarter finns listade i Catalogue of Life.